# アゼナ
アゼナ（畔菜、学名: Lindernia procumbens）はアゼナ属の一年草。水田の畔などの湿った場所に生える雑草。

## 分布
北半球の熱帯から温帯に広く分布する。日本では本州，四国，九州に分布する。

## 近縁種
アメリカアゼナ Lindernia dubia
北アメリカ原産で、日本では帰化植物。葉のふちに鋸歯があるのがアゼナとの違い。